# All Falls Down
All Falls Down è un brano musicale del rapper statunitense Kanye West, estratto come secondo singolo dall'album The College Dropout del 2003. Il brano utilizza una interpolazione con Mystery of Iniquity di Lauryn Hill.
Il video musicale di All Falls Down è stato diretto da Chris Milk e girato a Los Angeles, nell'Aeroporto Internazionale di Ontario, in California.

## Tracce
CD single #1
1. All Falls Down (Album Version Explicit)
2. Heavy Hitters (Dirty)

CD single #2
1. All Falls Down
2. Get 'Em High
3. Heavy Hitters
4. Through the Wire

## Classifiche
| Classifica (2004)                               | Posizione più alta |
| ----------------------------------------------- | ------------------ |
| U.S. Billboard Hot 100                          | 7                  |
| U.S. Billboard Hot R&B/Hip-Hop Singles & Tracks | 4                  |
| U.S. Billboard Hot Rap Tracks                   | 2                  |
| Regno Unito                                     | 10                 |
| Canada                                          | 9                  |
| Germania                                        | 72                 |
| Paesi Bassi                                     | 85                 |
| Nuova Zelanda                                   | 19                 |
| Belgio (Fiandre)                                | 7                  |
| Belgio (Vallonia)                               | 19                 |